# زولت ماتي
زولت ماتي (بالمجرية: Máté Zsolt)‏ هو لاعب كرة قدم ورياضي مجري، ولد في 14 سبتمبر 1997 في Szabadszállás ‏ في المجر. لعب مع نادي بودابست هونفيد.

## وصلات خارجية
- زولت ماتي على موقع اتحاد المجر (الهنغارية)
- زولت ماتي على موقع قاعدة بيانات كرة القدم.إي يو (الإنجليزية)
- زولت ماتي على موقع Soccerway.com (الإنجليزية)